# هویت: در ستایش ساندرو بوتیچلی
هویت یک نقّاشی از آیدین آغداشلو، که در سال ۱۳۵۴ کشیده شده‌است.
هویت از معروف‌ترین تابلوهای آغداشلو است. این اثر براساس پرتره مرد با مدال کازیموی پدر کار ساندرو بوتیچلی کشیده شده‌است و در موزه هنرهای معاصر تهران نگهداری می‌شود.
در کارِ بوتیچلی مرد جوان مدالی در دست دارد که بر آن نیمرخ کازیمو مدیچی نقش شده. در کار آغداشلو مرد جوان چهره ندارد و چهره اش به همان صورتی که در نقاشی بوتیچلی است بر مدالی که در دست دارد دیده می‌شود.